# Vuelo 168 de VASP
El vuelo 168 de VASP, un Boeing 727-212 de VASP, número de serie 21347, registrado PP-SRK, fue un vuelo de pasajeros programado desde São Paulo a Fortaleza, Brasil, el 8 de junio de 1982, que se estrelló mientras descendía a Fortaleza, matando a las 137 personas a bordo. 
El accidente del vuelo 168 sigue siendo el tercer mayor número de víctimas mortales de cualquier accidente de aviación en Brasil después del vuelo 1907 de Gol Transportes Aéreos y el vuelo 3054 de TAM Linhas Aéreas.

## Accidente
El primer tramo del vuelo 168 fue desde São Paulo, Brasil, a Río de Janeiro, que se completó sin incidentes. El vuelo luego partió de Río de Janeiro hacia Fortaleza. A medida que el vuelo se acercaba a su destino, se le autorizó a descender de su altitud de crucero del nivel de vuelo 330 (aproximadamente 33,000 pies (10,000 m) promedio del nivel del mar) a 5,000 pies (1,500 m). Volando por la noche, con las luces de la ciudad de Fortaleza en el frente, el Boeing 727 descendió a través de su límite de espacio libre de 5,000 pies (1,500 m), y siguió descendiendo hasta que se estrelló en una ladera a 760 m (760 m), matando a todos los 137 a bordo. Los muertos incluyeron al renombrado industrial brasileño Edson Queiroz.

## Investigación
La investigación reveló que el capitán, posiblemente desorientado debido a las luces brillantes de la ciudad, continuó el descenso muy por debajo del límite de espacio libre de 5,000 pies (1,500 m), a pesar de haber sido advertido dos veces por el sistema de alerta de altitud, así como por el copiloto, del terreno por delante. A medida que el Boeing seguía descendiendo, golpeó una ladera boscosa a 2.500 pies (760 m) y se estrelló.